# Спенсервил (Охајо)
Спенсервил (енгл. Spencerville) град је у америчкој савезној држави Охајо.

## Демографија
По попису из 2010. године број становника је 2.223, што је 12 (-0,5%) становника мање него 2000. године.
| Група             | 2000.         | 2010.         |
| Белци             | 2.177 (97,4%) | 2.130 (95,8%) |
| Афроамериканци    | 14 (0,6%)     | 10 (0,4%)     |
| Азијати           | 2 (0,1%)      | 8 (0,4%)      |
| Хиспаноамериканци | 7 (0,3%)      | 16 (0,7%)     |
| Укупно            | 2.235         | 2.223         |